# Émile Bentz
Pour les articles homonymes, voir Bentz.
Émile Bentz est un boxeur français né le 15 juillet 1925 à Nanterre et mort le 13 janvier 2010 à Herblay.

## Carrière
Il signe sa première licence au Club de Puteaux avec René Burner qui devient son entraineur et remporte le titre de champion de France de boxe anglaise professionnelle dans la catégorie mi-lourds en 1948 par KO au 8e round.

### Palmarès amateur
- 1943 : vainqueur du challenge du premier round
- 1944 : vainqueur du challenge de Puteaux
- 1944 : champion de Paris des novices - Vainqueur du tournoi ceinture du populaire
- 1946 : champion d'Île-de-France

## Vie privée
Emile Bentz a cinq enfants: Gisèle, Josette, Emile, Roger et Michel, nés d'une union avec Marcelle, sa femme. Il a 21 petits enfants.

## Référence
1. ↑  Fichier des personnes décédées (Insee), « Bentz Emile Léon », sur deces.matchid.io (consulté le 26 décembre 2021).
2. ↑  (en) Emile Bentz vs. Albert Yvel (boxrec.com)